# 노엘 프란시스

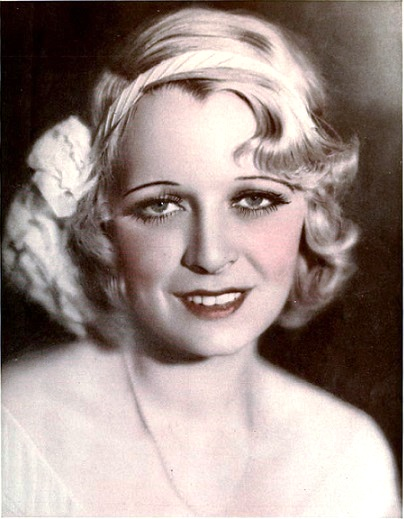

노엘 프란시스(Noel Francis, 1906년 8월 31일 ~ 1959년 10월 30일)는 미국의 배우, 연극 배우, 영화배우이다.
템플에서 태어났으며 로스앤젤레스에서 사망하였다.

## 영화
- 화이트 퍼레이드 (1934년)
- 나는 탈옥수 (1932년)
- 스마트 머니 (1931년)
- 뉴 무비톤 폴리스 오브 1930 (1930년)
- 교도소로 가다 (1930년)